# Fritz Heckert (Schiff)
Die Fritz Heckert war ein durch den VEB Deutsche Seereederei Rostock bereedetes Kreuzfahrtschiff, das im DDR-Sprachgebrauch als FDGB-Urlauberschiff bezeichnet wurde. Nach etlichen Weiterverkäufen trug es zuletzt den Namen Gulf Fantasy.

## Geschichte

### Bau und Inbetriebnahme
Zur Finanzierung des Schiffes trugen zahlreiche volkseigene Betriebe (VEB) der DDR mit Leistungen und Geldspenden bei; 29,5 Millionen DDR-Mark wurden unter anderem durch die Steckenpferd-Bewegung dafür gespendet. Die Fritz Heckert war der einzige Neubau eines Kreuzfahrtschiffes in der DDR für die DDR.

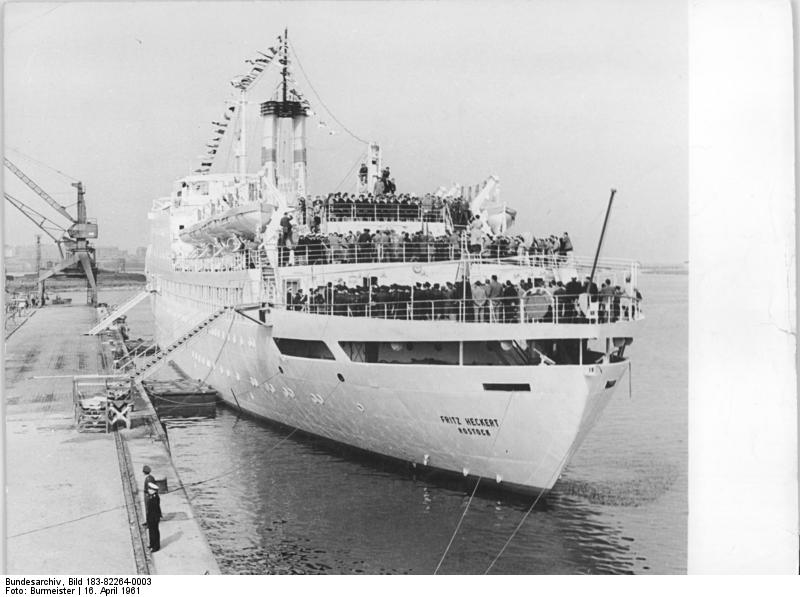
Heckansicht des Schiffs

Am 28. November 1959 wurde das Schiff bei der Mathias-Thesen-Werft Wismar unter dem Arbeitsnamen Solidarität auf Kiel gelegt und unter Verantwortung des Bauleiters Georg Kasupke acht Monate vorfristig fertiggestellt und für damalige Verhältnisse äußerst modern bestückt. Am 25. Juni 1960 lief es vom Stapel. Es wurde als Zweischrauben-Fahrgastschiff mit in der Mitte liegendem Maschinenraum gebaut, war 141,17 Meter lang, 17,60 Meter breit und bot 369 Passagieren Platz. Die Maschine des 7400 BRT großen Schiffes leistete 10.600 PS. Vom Antrieb her war es ein Gasturbinen-Motorschiff und trug deshalb die Zusatzbezeichnung GTMS. An Bord des Kreuzfahrtschiffes mit seinen acht Decks befanden sich 112 Zweibett-, 33 Dreibett- und 14 Vierbettkabinen, zwei Schwimmbäder sowie einige Restaurants, Gesellschaftsräume und kulturelle Einrichtungen wie ein Sportplatz und ein Kino. Offiziere des Schiffes wurden in Ein-Mann-Kabinen untergebracht. Ein besonderes Kennzeichen der Fritz Heckert war das Kreuzerheck und die schornsteinlose Ausführung.
Am Bau und der Ausstattung des Schiffes waren ausschließlich einheimische Firmen beteiligt. Die Schiffsbesatzung und sämtliche Dienstleister an Bord bestanden überwiegend aus DDR-Bürgern.

### Im Urlauberdienst bis 1972
Nach der Indienststellung am 15. April 1961 lief die Fritz Heckert am 1. Mai 1961 zur Jungfernfahrt unter Kapitän Willi Leidig nach Helsinki, Leningrad und Riga aus. In den folgenden Jahren lief es die Häfen Bergen, Casablanca, Conakry, Dublin, Gdansk, Oslo, Santiago de Cuba, Stockholm, Tallinn, Tunis und andere an. Weitere Kapitäne waren in den Folgejahren Gerhard Thiemann, Willi Eckhold, Fritz Leutholdt und Heinz Bräunig. Am 22. Februar 1971 übernahm der VEB Deutsche Seereederei Rostock (DSR) die Bereederung des Schiffes. Das nach dem deutschen Politiker Fritz Heckert, Mitbegründer des Spartakusbundes und der Kommunistischen Partei Deutschlands (KPD), benannte Schiff fuhr überwiegend im Ostseeraum, aber auch im Atlantik und im Mittelmeer. Zwischen 1960 und der Außerdienststellung am 2. Mai 1972 fuhr das Schiff 494.345 Seemeilen, dabei wurden über 63.000 Passagiere befördert und 59 Häfen in 24 Ländern angefahren.

### Geänderte Nutzung
Ab dem 2. Mai 1971 lag das Schiff im Rostocker Stadthafen. Am 6. Juli 1971 erfolgte die Verschleppung von Rostock nach Wismar, wo es als Wohnschiff für DSR-Mitarbeiter diente. Am 2. Mai 1972 wurde die Fritz Heckert im Seehafen der Stadt Stralsund als schwimmendes Arbeiterwohnheim des VEB Volkswerft Stralsund festgemacht. Ab 15. April 1982 im Besitz des VEB Deutfracht-Seereederei Rostock, wurde sie von diesem weiter als Wohnheim in Stralsund genutzt, ab 1986 dann vom VEB Kombinat Kernkraftwerk „Bruno Leuschner“ Greifswald.

### Mehrfacher Verkauf nach der Wende mit Umnutzungen und Verschrottung 1999
Neuer Eigner des Schiffes wurde Anfang des Jahres 1991 die Hamburger Firma Gulf-Offshore-Engineering, die das Schiff zum Hotelschiff umbauen ließ. Fortan war es als solches unter wechselnden Besitzern in den Vereinigten Arabischen Emiraten unter dem Namen Gulf Fantasy im Einsatz.
Am 4. März 1999 wurde das Schiff in Mumbai zur Verschrottung gebracht.

### In den Medien
Der Autor Andreas Stirn schreibt in seinem Buch „Das DDR-Traumschiff: Kreuzfahrt mit dem Klassenfeind“, dass der Satz „Wir sind doch hier nicht auf der ,Fritz Heckert‘!“ in der DDR verwendet wurde, wenn im Alltag unerfüllbare Ansprüche angemeldet wurden.
Die Deutsche Post widmete im Briefmarken-Jahrgang 1960 vier Briefmarken dem Urlauberschiff.
Im Schiffbau- und Schifffahrtsmuseum Rostock befindet sich seit 2020 ein inzwischen restauriertes Modell der Fritz Heckert, das als größtes Schiffmodell in Rostock gilt. Es ist rund 710 cm lang, 100 cm breit und 140 cm hoch. Das Modell ist einseitig als Schnittmodell ausgebildet, so dass der Betrachter Einblicke in das Innere nehmen kann.

## Konstruktion und Technik
Nach der ersten Reise der Fritz Heckert stellte sich heraus, dass das Schiff sehr stark rollte und der Rumpf zu weich konstruiert war. Es kam zu Schwierigkeiten mit der komplizierten Maschinenanlage, zu Durchbiegungen und Stabilitätsmängeln. Das luvgierige Schiff steuerte schlecht, berichteten Kapitäne, die Dienst auf dem Schiff taten. 1963/64 wurde daraufhin die Ruderanlage umgebaut. Durch die weiche Bauweise kam es zu Rissen an den Fenstern in Schiffsmitte. Nach der Beseitigung der Schäden traten diese jedoch immer wieder von neuem auf.
Die Fritz Heckert war das einzige Passagierschiff der Welt, das neben den Dieselmotoren über einen Gasturbinenantrieb mit Freikolbenmaschine verfügte. Die Dieselmotoren wurden vom VEB Dieselmotorenwerk Rostock gebaut. Die Gasturbinen kamen vom VEB Turbinenfabrik Dresden. Die Turbinenanlage wurde später durch Technik von S.I.G.M.A. Venissieux (Lyon) ersetzt. 1960 betrug die Maschinenleistung 2 × 5000 PS.